# Örvös legyezőfarok
Az örvös legyezőfarok (Rhipidura fuliginosa) a madarak osztályának verébalakúak (Passeriformes) rendjébe és a legyezőfarkú-félék (Rhipiduridae) családjába tartozó faj. Maori neve Pīwakawaka vagy Tīwakawaka.

## Rendszerezése
A fajt Anders Sparrman svéd ornitológus írta le 1787-ben, a Muscicapa nembe Muscicapa fuliginosa néven.

## Alfajai
- Rhipidura fuliginosa cervina E. P. Ramsay, 1879 - Lord Howe-szigetcsoport, kihalt
- Rhipidura fuliginosa fuliginosa (Sparrman, 1787) - Új-Zélandon a Déli-sziget és a Stewart-sziget
- Rhipidura fuliginosa placabilis (Bangs, 1921) - Új-Zélandon az Északi-sziget
- Rhipidura fuliginosa penita (Bangs, 1911) - a Chatham-szigetek [2]

## Előfordulása
Új-Zéland területén honos. Természetes élőhelyei a szubtrópusi vagy trópusi síkvidéki és hegyi esőerdők, mangroveerdők, mérsékelt övi erdők, száraz erdők, szavannák és cserjések, valamint ültetvények, szántóföldek és városias régiók. Vonuló faj.

## Megjelenése
Testhossza 14–17 centiméter, testtömege 6,5–9 gramm.
|  |

## Életmódja
Általában repülő rovarokkal táplálkozik.

## Szaporodása
Nyújtott csésze alakú fészkét, fűszálakból és pókhálóból készíti. Fészekalja 2-3 tojásból áll, melyen 14 napig kotlik.
|  |

## Természetvédelmi helyzete
Az elterjedési területe rendkívül nagy, egyedszáma viszont ismeretlen. A Természetvédelmi Világszövetség Vörös listáján nem fenyegetett fajként szerepel.

## Külső hivatkozások
- Képek az interneten a fajról
- Ibc.lynxeds.com - videók a fajról
- Xeno-canto.org - a faj hangja és elterjedési területe